# Jungfrufödelse
Jungfrufödelse, jungfrufödsel, föreställningen att en kvinna blir havande och föder ett barn utan någon mans medverkan. Istället blir kvinnan havande genom ett mirakel eller genom direkt umgänge med en gud, och alltså utan att egentlig befruktning skett. Sådana föreställningar – där barnet ofta växer upp till hjälte, kung eller liknande – förekommer mångenstädes i religionernas värld, inte minst i det gamla Främre Orienten och inom den hellenistiska kulturen. Förmodligen fanns motivet även i det gamla Israel. Det mest kända exemplet är troligen den kristna föreställningen om Jesu jungfrufödelse.
Källa: NE